# Massaliasuchus
Massaliasuchus es un género extinto de Crocodilia. Sus fósiles se han encontrado en rocas del Cretácico superior del Santoniense-Campaniense, en el sudeste de Francia. Los estudios de estos fósiles fueron publicados en 1869 por Matheron, a los que denominó Crocodylus affuvelensis, incluyéndolo así entre los crocodílidos modernos. El nuevo nombre del género le fue dado en 2008 por Jeremy Martin y Eric Buffetaut, y significa "cocodrilo de Marsella" en griego. Massaliasuchus parece haber estado relacionado con los aligatoroideos tempranos. Se conocen varios restos incluyendo los huesos del cráneo.